# Shukria Barakzai
Shukria Barakzai (en pastún: شکريه بارکزۍ‎) es una  política afgana, periodista y prominente feminista musulmana. Ella fue la Embajadora de Afganistán en Noruega. Recibió el Premio Editor Internacional del Año.

## Biografía
Nació en 1970 en Kabul, Afganistán. Pertenece a la tribu " Barakzai" que es común entre los pastún, uno de  los principales grupos étnicos del país, y fue compartido por sus gobernantes de la década de 1830 hasta el derrocamiento del último rey, Ella habla tanto el idioma oficial de Afganistán, idioma pastún como  Dari, así como inglés. Su abuelo paterno era chef mientras que su abuelo materno era senador durante los tiempos del rey Mohamed Zahir Shah.
Barakzai asistió a Universidad de Kabul en la década de 1990. A la mitad de un grado, tuvo que interrumpir sus estudios debido a la creciente violencia entre el gobierno y los Mujahideen. En septiembre de 1996, los talibanes capturaron Kabul. Para entonces, muchos ciudadanos, especialmente las clases medias educadas, se habían ido al exilio.

## Periodismo de campaña
Tras la caída del régimen talibán, Barakzai aprovechó la oportunidad y en 2002 Barakzai fundó  Aina-E-Zan  ( Espejo de mujeres ), un semanario nacional.
Hace campañas sobre temas como  materna y mortalidad infantil, áreas en las que Afganistán tiene grandes dificultades. (La Organización Mundial de la Salud (OMS) calculó que Afganistán en 2003 tenía la mayor proporción de mujeres que morían en el parto en el mundo, en 1900 por cada 100.000 nacidos vivos.) Barakzai afirma que el "matrimonio infantil, matrimonio forzado y violencia contra la mujer siguen siendo prácticas comunes y aceptadas". Ella se enfoca en grandes temas y afirma: "en mi opinión, el burka no es tan importante. Lo importante es la educación, la democracia y la libertad". Ella enfatiza la unidad entre las mujeres, así como el papel que los hombres tienen que jugar.
Barakzai atribuye a la tecnología, como los teléfonos móviles, (prohibida bajo el régimen talibán), para ayudar a los jóvenes afganos a integrarse con el mundo moderno. Por ejemplo, usar mensajes de texto para votar por un participante en un concurso de programa de talentos de televisión demuestra cómo puede funcionar la votación democrática. También usa su posición para señalar la falta de libertad de prensa y los riesgos para los periodistas. (Reporteros sin Fronteras clasifica a Afganistán 156 de 173 en su lista de falta de libertad de prensa, y dice que la situación es especialmente difícil para las mujeres y las personas que trabajan en las provincias.)

## Ingreso en política

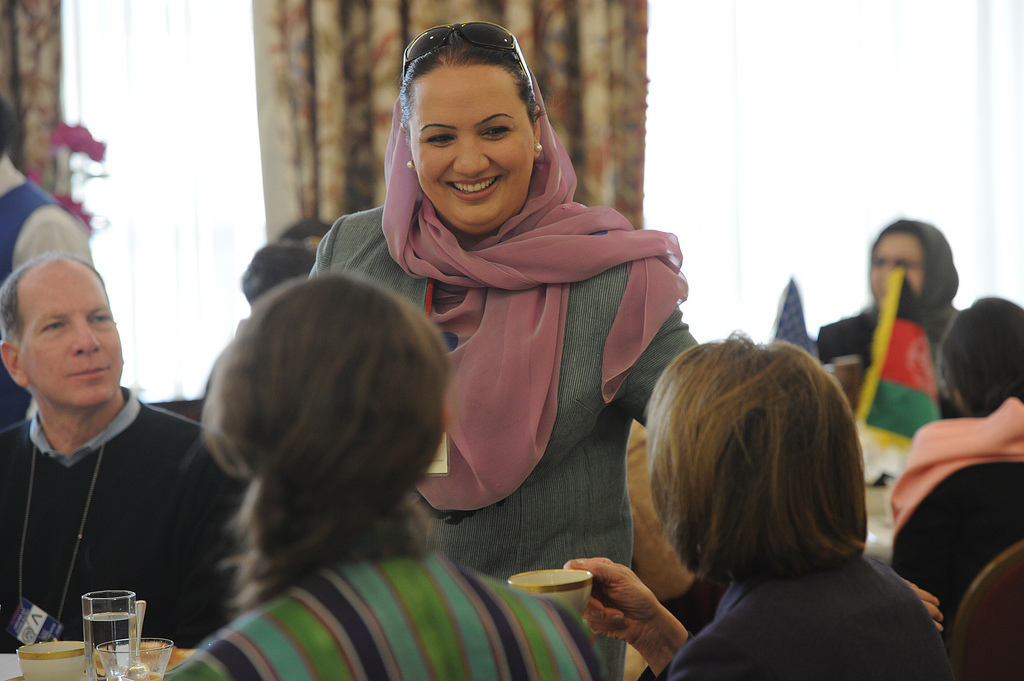
Shukria Barakzai asistiendo a un desayuno con miembros de Congreso de los Estados Unidos y parlamentarios afganos en Embajada de Estados Unidos en Kabul

Barakzai fue nombrada miembro de loya jirga de 2003, un cuerpo de representantes de todo Afganistán que fue nominado para discutir y aprobar la nueva constitución después de la caída de los talibanes. En las elecciones de octubre de 2004 fue elegida miembro de la Casa del Pueblo o Wolesi Jirga , la cámara baja de la Asamblea Nacional de Afganistán. Es una de las 71 mujeres de un total de 249 diputados.
Ella es una de las pocas mujeres parlamentarias que defiende los derechos de las mujeres, y enfrentó amenaza de muerte por sus puntos de vista.
Sus críticas a la legislatura son amplias: "Nuestro parlamento es una colección de señores, Señores de la guerra, narcotraficantes, señores del crimen".
Ella defendió a Malalai Joya, y a otras parlamentarias que han sido condenadas por el caudillismo, que enfrentó abusos y amenazas de violencia en el parlamento: "Creo que fue la única que acabo de anunciar que algunos parlamentarios amenazaban con violarla". [...] Es por eso que después de esto, se quedaron callados". En noviembre de 2014 fue herida en un ataque suicida en un convoy en el que viajaba en Kabul. El ataque mató a tres personas e hirió a 17.

## Visiones
Mientras expresa su gratitud por "el apoyo de la comunidad internacional" en la creación de las condiciones para 2004 en las que podrían florecer cientos de publicaciones y docenas de estaciones de radio, Barakzai condena "el apoyo de grupos armados y forajidos, una parte clave de la política estadounidense". Aunque la mayor parte de su vida la ha pasado en Kabul, reconoce que la capital no representa realmente al país y se niega a culpar a los talibanes por todas las dificultades que enfrentan los afganos: "Cuando hablamos de Afganistán, deberíamos discutir las condiciones en el país". país entero. En muchas provincias y pueblos, que están en muy malas condiciones, no hay diferencia entre el período anterior al régimen talibán, el tiempo de los talibanes y ahora ". Ella se opuso a Barack Obama y su plan de aumento de tropas, pidiendo en su lugar "30.000 académicos o ingenieros" y no tantos soldados.
Tenía la intención de competir por la presidencia de Afganistán en 2014, para entonces ella tendría más de 40 años, como lo requiere la constitución, pero finalmente no se postuló.

## Matrimonio y familia
Barakzai está casada con Abdul Ghaffar Dawi quien perteneció el parlamento al mismo tiempo que ella. Tienen tres hijas En 2004, 12 años después de su boda, tomó una segunda esposa bajo  Ley de matrimonio musulmán. Su esposo es propietario del grupo de compañías Dawi y ha estado involucrado en el mega escándalo del Banco Kabul.

## Reconocimiento y controversias
World Press Review (Worldpress.org) nombró a Barakzai  Editor Internacional del Año en 2004. En diciembre de 2005, fue nombrada Mujer del Año por el programa BBC Radio 4  La hora de la mujer .